# Римский диалект
Ри́мский диале́кт (романеско; итал. Dialetto romanesco; транстеверинское наречие) отражает историческое развитие речи населения самого г. Рима и, таким образом, представляет собой продукт прямой эволюции народно-латинского языка в бывшей столице Римской империи при минимальных иноязычных влияниях субстрата и суперстрата.
В средние века римский диалект претерпел ряд фонетических изменений, отражающих его промежуточное географическое положение в самой Италии. До начала XVI века римский диалект был близок неаполитанскому языку Южной Италии. Но разграбление Рима (1527 год) и особенно объединение Италии в 1860 году привели к усилению здесь тосканских влияний, которые и легли в основу литературного итальянского языка.
В настоящее время литературный итальянский язык играет роль надъязыка (язык-крыша) как для романеско, так и для других итальянских диалектов (языков). Поэтому в настоящее время романеско в целом относится к группе центрально-итальянских диалектов.
Ограниченно употребляется в литературе и вывесках для придания им местного колорита и образности: «Sò nnove, sò bbone!» (рекламный плакат в римском метро). Его лексические и фонетические элементы улавливаются в речи жителей столицы и некоторых соседних городов (Латина).

## Примеры

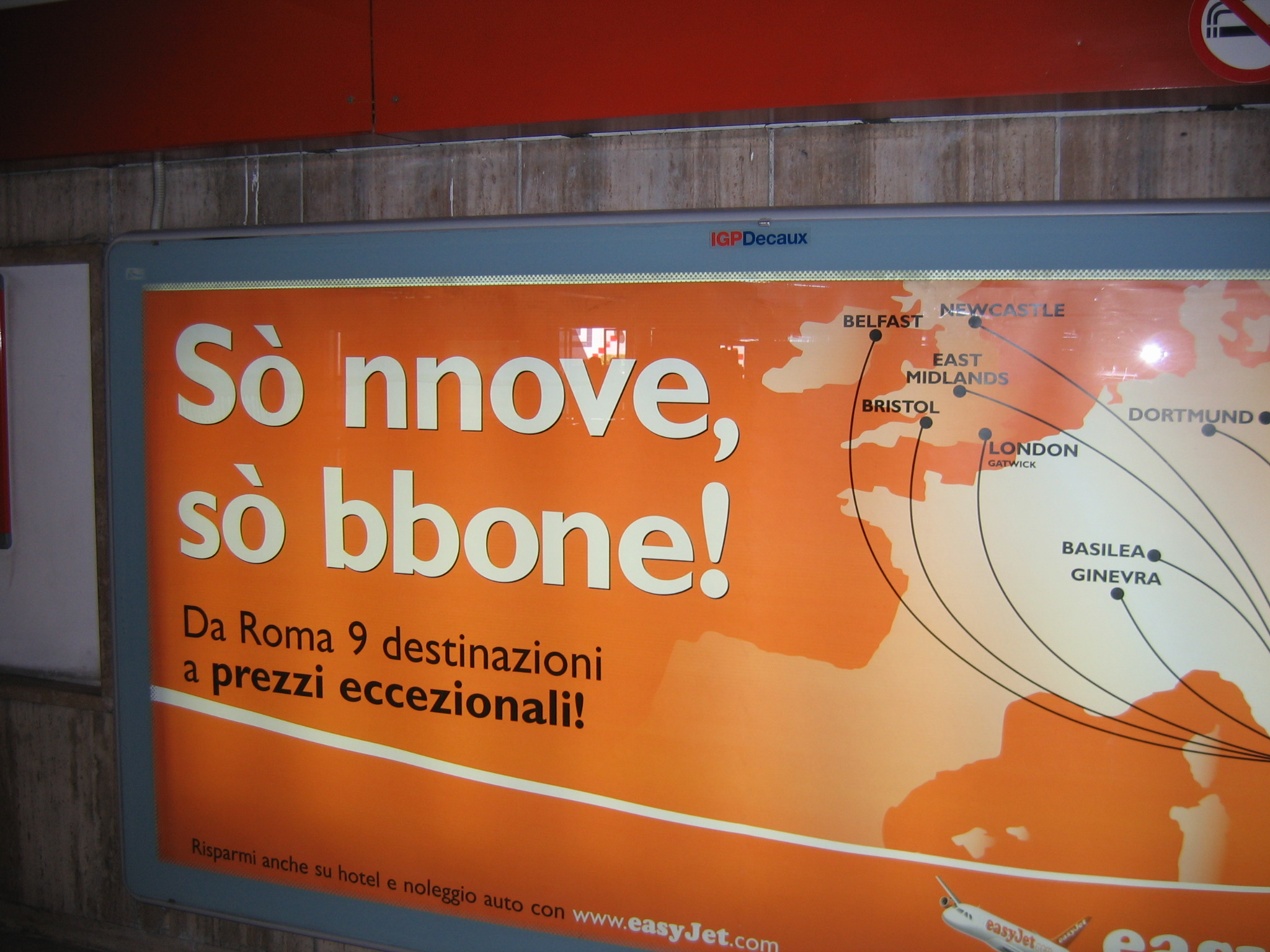
Вывеска в римском метро на романеско.

- aò, anvedi chi stà a 'rivà! (итал.: guarda chi sta arrivando!) русск.: смотри, кто идёт!
- stò a 'nnà ar cinema co' l’amichi mia (итал.: sto andando al cinema con i miei amici) русск.: я иду в кино со своими друзьями
- jeri me sò ppijato 'na bira ar bare (итал.: ieri ho preso una birra al bar) русск.: вчера я выпил пива в баре
- ma nô sapevi che su' fija n' è ita a scola? (итал.: ma non lo sapevi che sua figlia non è andata a scuola?) русск.: а ты не знал, что её дочь не пошла в школу?